# Tanekas
Tanekas – szczyt w pasmie Gór Zachodnioafrykańskich. Leży w północno-wschodnim Beninie, blisko granicy z Togo. Jest to drugi pod względem wysokości szczyt kraju po Sokbaro (658 m n.p.m.).